# 萨克拉门托 (米纳斯吉拉斯州)
萨克拉门托（葡萄牙語：Sacramento）是巴西米纳斯吉拉斯州的一个市镇。总面积3071.454平方公里，总人口22159人，人口密度7.2人/平方公里。